# 南岔駅
南岔駅（なんたえき）とは、中華人民共和国黒竜江省伊春市南岔県に位置する綏佳線、南烏線の駅。

## 歴史
- 1943年　開業。

## 隣の駅
中華人民共和国鉄道部
綏佳線
松青駅 - 南岔駅 - 緑潭駅
南烏線
南岔駅 - 柳樹駅
座標: 北緯47度07分52秒 東経129度16分23秒 / 北緯47.1312度 東経129.273度